# Mallecolobus
Mallecolobus is een geslacht van spinnen uit de  familie van de Orsolobidae.

## Soorten
- Mallecolobus malacus Forster & Platnick, 1985
- Mallecolobus maullin Forster & Platnick, 1985
- Mallecolobus pedrus Forster & Platnick, 1985
- Mallecolobus sanus Forster & Platnick, 1985